# Memoriał Alfreda Smoczyka 1961
XI Memoriał Alfreda Smoczyka odbył się 8 października 1961 r. Wygrał Zdzisław Waliński.

## Wyniki
8 października 1961 r. (niedziela), Stadion im. Alfreda Smoczyka (Leszno)
| Msc. | Zawodnik                | Klub              | Pkt |           |  |
| ---- | ----------------------- | ----------------- | --- | --------- |  |
| 1    | (10) Zdzisław Waliński  | Unia Leszno       | 11  | (3,3,3,2) |  |
| 2    | (7) Jan Malinowski      | Stal Rzeszów      | 10  | (3,1,3,3) |  |
| 3    | (2) Marian Kaiser       | Legia Gdańsk      | 10  | (3,3,2,2) |  |
| 4    | (1) Henryk Żyto         | Unia Leszno       | 9   | (d,3,3,3) |  |
| 5    | (6) Jan Kusiak          | Unia Leszno       | 8   | (1,2,2,3) |  |
| 6    | (5) Marian Spychała     | Stal Rzeszów      | 6   | (2,0,1,3) |  |
| 7    | (4) Mieczysław Połukard | Polonia Bydgoszcz | 6   | (1,2,1,2) |  |
| 8    | (3) Stanisław Kaiser    | Legia Gdańsk      | 5   | (2,2,1,0) |  |
| 9    | (9) Jan Kolber          | Unia Leszno       | 5   | (2,2,d,1) |  |
| 10   | (12) Rajmund Świtała    | Polonia Bydgoszcz | 3   | (0,1,1,1) |  |
| 11   | (13) Norbert Świtała    | Polonia Bydgoszcz | 2   | (0,0,2,d) |  |
| 12   | (8) Andrzej Domiszewski | Sparta Wrocław    | 2   | (1,1,0,0) |  |
| 13   | (11) Adolf Słaboń       | Sparta Wrocław    | 0   | (0,0,0,0) |  |